# ドヴェ・モギリ
ドヴェ・モギリ（ブルガリア語: Две могили, Dve Mogili, 発音 [ˈdvɛ moˈɡili]）は、ブルガリア北東部のルセ州にある町。同名のドヴェ・モギリ市の行政の中心地である。
州都ルセの南32キロメートルに位置する。人口は4,342人（2009年12月）。
町名は「ふたつの丘」という意味で、郊外にある丘に由来する。15世紀初頭の記録に、はじめて地名が登場する。1877年の露土戦争時には、550人の人口と100頭の馬がいた。戦後はブルガリア人のハイドゥクであるフィリプ・トチュ（1830年 - 1907年）が妻と晩年を過ごしたことで知られる。
市街の東11キロメートルには、ブルガリアで2番目に長い洞窟であるオルロヴァ・チュカ（総延長13,437メートル）がある。

## ギャラリー

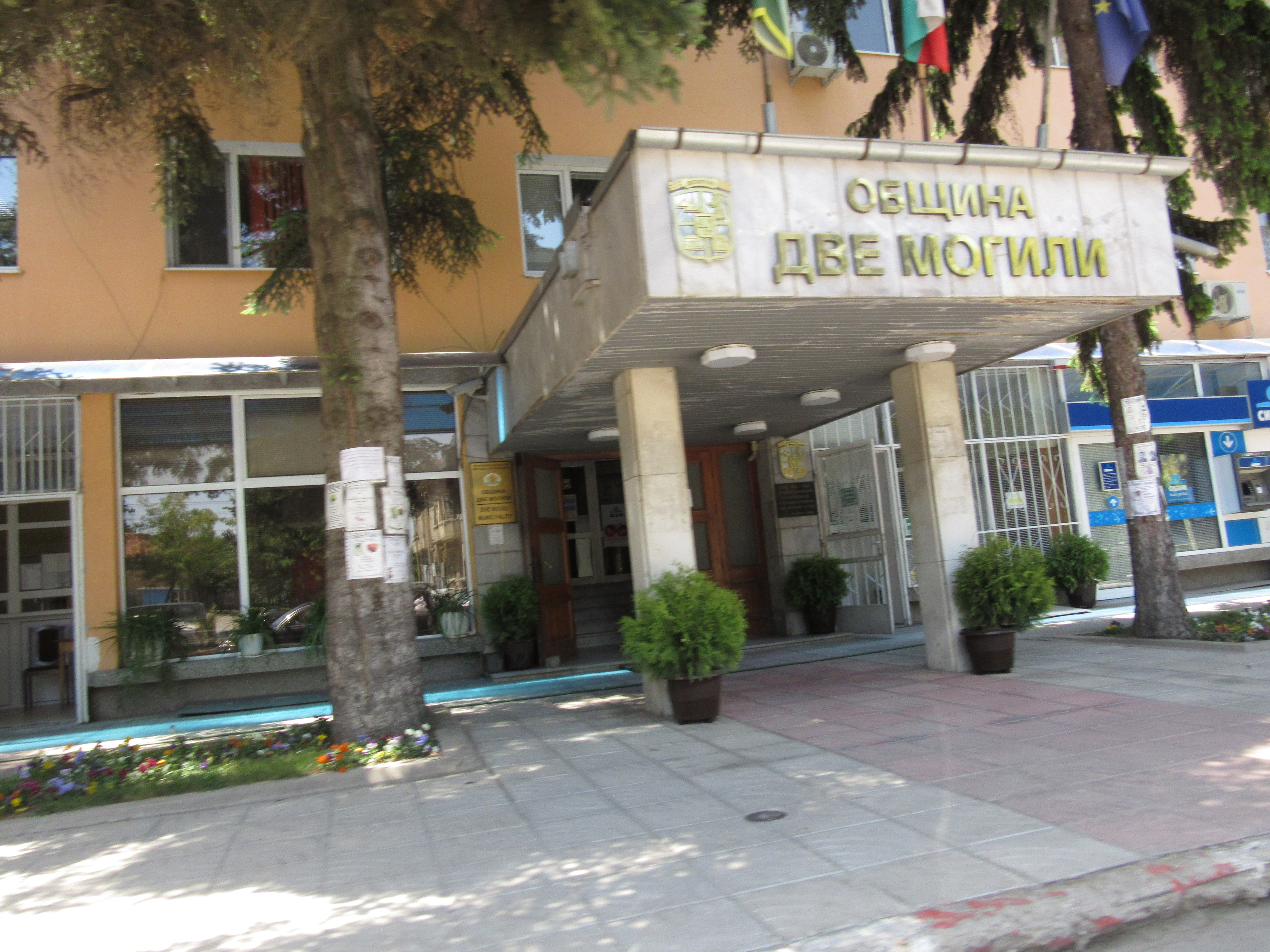
ドヴェ・モギリ町役場
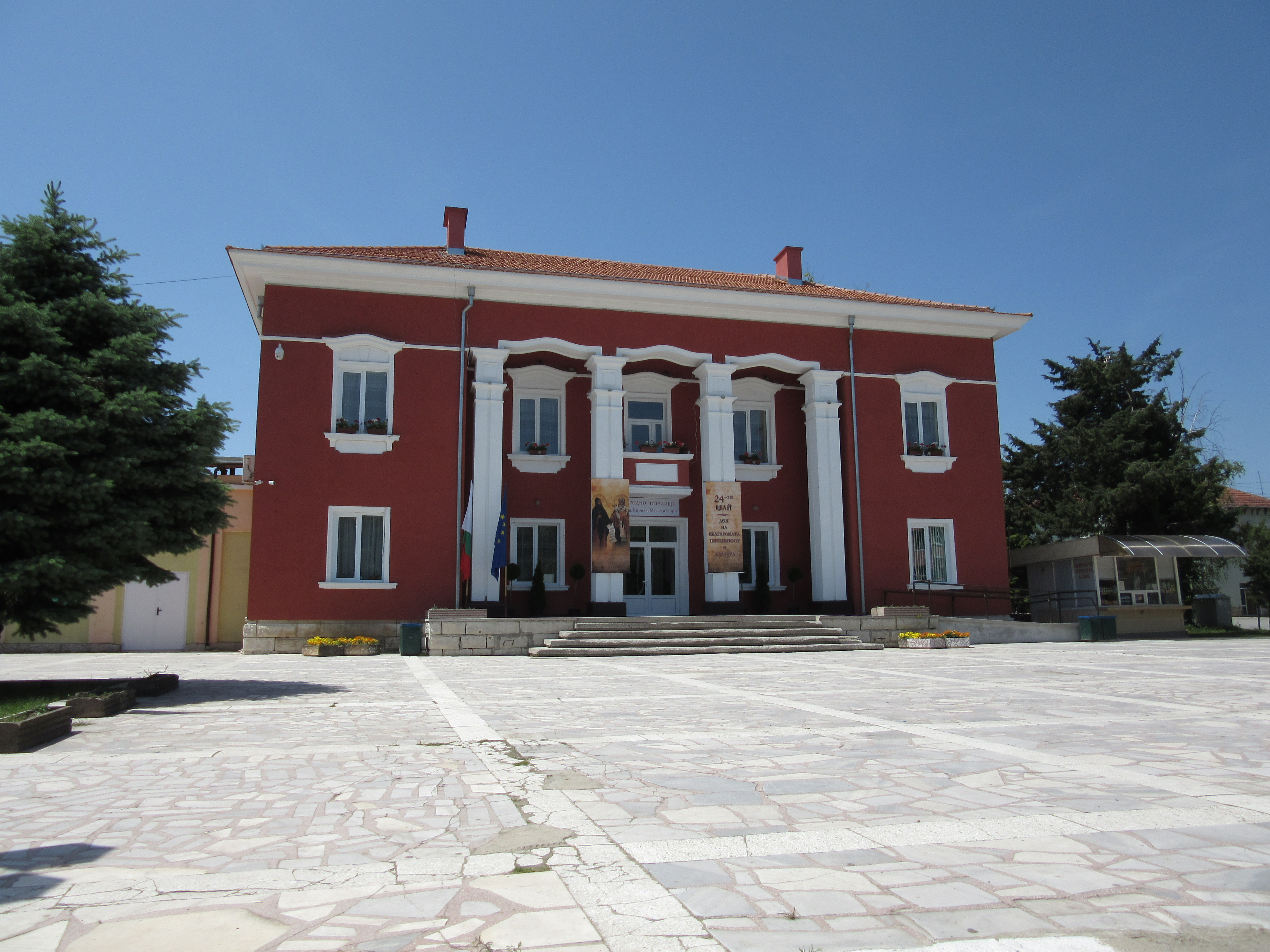
町内の文化クラブ（チタリシュテ）